# Mittelschule (Österreich)
Die Mittelschule (anfangs Neue Mittelschule) ist ein Schultyp der mittleren Bildung im österreichischen Bildungssystem und wird seit Herbst 2012 als Regelschule geführt. Mit dem Schuljahr 2015/16 wurden alle Hauptschulen mittels Stufenplan zu Mittelschulen umgewandelt. In der Anfangsphase wurde der Schultyp als Neue Mittelschule bezeichnet und seit dem Schuljahr 2020/21 ist Mittelschule der offizielle Name. Grundlage hierfür war das Pädagogik-Paket 2018.

## Einführung

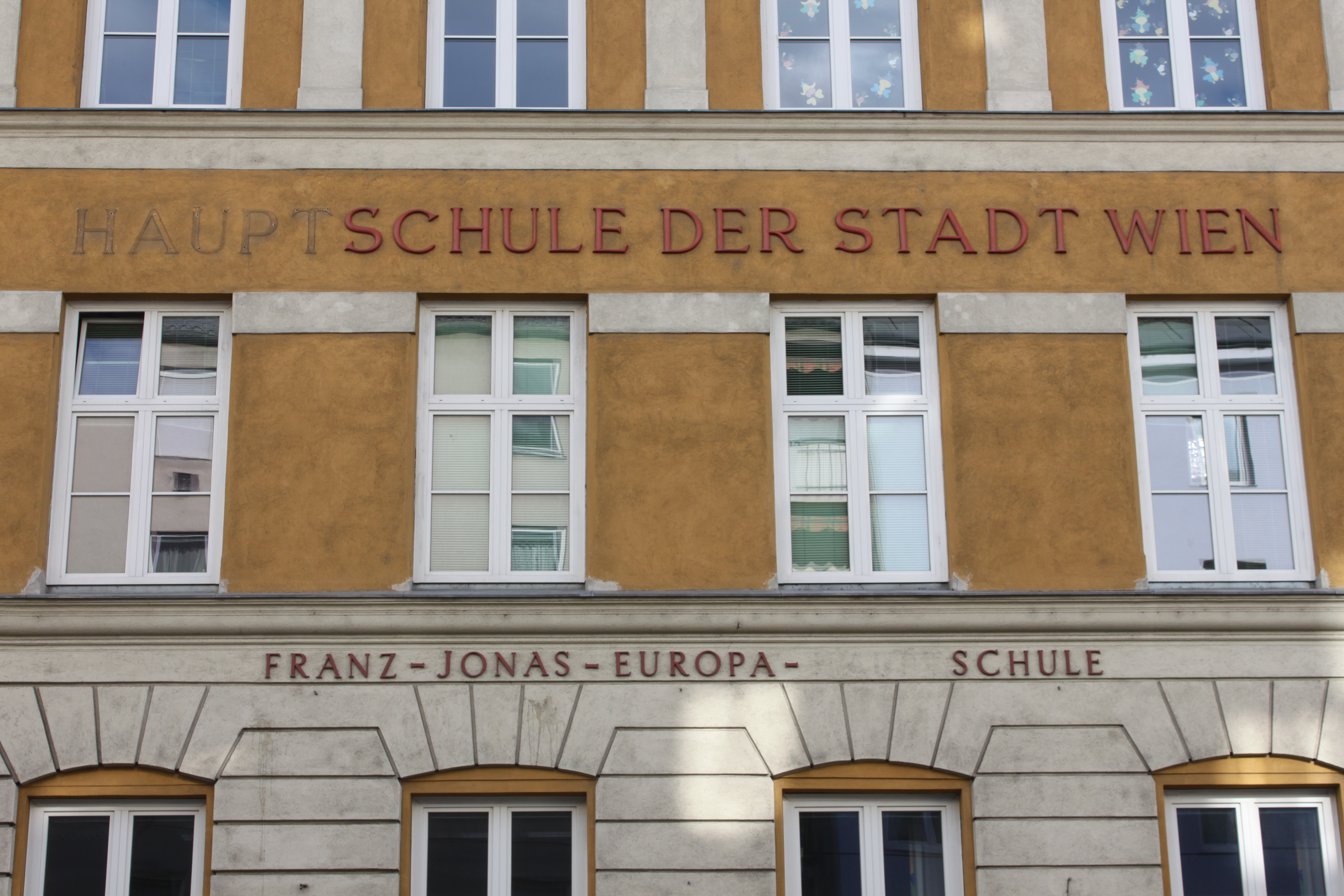
Entfernung der Nennung Hauptschule. Vom Schuljahr 2015/2016 bis 2019/2020 galt in Österreich generell die Nennung Neue Mittelschule.

Ursprünglich sollte die Neue Mittelschule langfristig als Gesamtschule die AHS-Unterstufe und die Hauptschule ersetzen. Dadurch sollten in absehbarer Zukunft die Schüler, wie in vielen anderen europäischen Ländern auch, in der Sekundarbildung Unterstufe gemeinsam lernen und erst danach verschiedene weiterführende Schulen besuchen. Überlegungen dazu gab es bereits seit einigen Jahrzehnten, diese waren aber politisch vor allem aufgrund des Widerstandes der ÖVP nicht durchsetzbar.

### Schulversuch 2008–2012
Im Schuljahr 2008/2009 startete österreichweit der Schulversuch Neue Mittelschule, hauptsächlich an bisherigen Hauptschul-Standorten (Eingeführt im § 7a Schulorganisationsgesetz – SchOG). Dieser darf nur umgesetzt werden, wenn zwei Drittel der Lehrer und Erziehungsberechtigten der Schüler grundsätzlich zustimmen.
Dort gab es neben den 2., 3. und 4. Hauptschulklassen in diesem Schuljahr eben auch eine 1. Klasse der Neuen Mittelschule, in den Folgejahren läuft der Hauptschulbetrieb nach und nach aus.
Ursprünglich hieß es offiziell: „Grundsätzlich werden an der Neuen Mittelschule nur die besten und – aufgrund der Freiwilligkeit – auch motiviertesten LehrerInnen unterrichten.“ Während dies zum Teil auch zutrifft, ging man (zumindest im Bundesland Burgenland) davon ab, wie Ende Juni 2010 bekannt wurde. Tatsächlich sprach auch das Bildungsministerium mittlerweile nicht mehr von Freiwilligkeit.
In relativ kleinen Klassen mit einer Teilungsziffer von 26 werden neue Lehr- und Lernformen angewendet, die Betreuung durch zwei Pädagogen in den Hauptfächern soll einen individualisierten und differenzierten Unterricht garantieren. Es gilt der Lehrplan der AHS-Unterstufe (5./6. und 7.8. Schulstufe, weitgehend dem eines Realgymnasiums entsprechend), und die Bildungsziele der Hauptschule oder der Allgemein bildenden höheren Schule. Generell gilt, dass das Vermitteln von Techniken für das eigenständige Lernen vorrangig ist, ebenso die Fähigkeit zur Präsentation des angeeigneten Wissens. Lernstärkere Kinder sollen ihren lernschwächeren Mitschülern helfen und dadurch zusätzliche Kompetenzen erwerben.

In den Gegenständen Deutsch, Mathematik, Englisch, manchmal auch in Biologie bzw. Geografie sollten zur Unterstützung akademisch ausgebildete Lehrer aus dem BMHS- bzw. AHS-Bereich eingesetzt werden. Allerdings unterrichten laut Bildungsministerium im Schuljahr 2010/11 an 22 Prozent der Neuen Mittelschulen weiterhin ausschließlich Pflichtschullehrer.

### Als Regelschule seit 2012
Mit Ende des Schuljahres 2011/12 lief der Schulversuch aus. Stattdessen wird seit Herbst 2012 die Neue Mittelschule als Regelschule geführt. Die dazu notwendigen Rechtsgrundlagen wurden mit einer aktualisierten Fassung von § 3 SchOG und den neuen § 21a-g SchOG geschaffen. Im Oktober 2011 wurde bekannt gegeben, dass bis 2015/16, spätestens 2018/19, alle Hauptschulen Schritt für Schritt durch Neue Mittelschulen ersetzt werden.
Die neue Schulform soll die – kritisch gesehene – frühe Weichenstellung im Bildungsweg mit 10 aufheben. Damit soll der klassische Pflichtschulbildungsweg Volksschule – Hauptschule – Polytechnische Schule – Lehre, oder aber weiterführender Schulbesuch, durchbrochen werden. Gemeinsam mit Maßnahmen wie der geplanten Mittleren Reife, die man mit Abschluss der NMS und der AHS-Unterstufe erhalten soll, soll erst im Verlauf der Mittelstufe die schulische Laufbahn eines Schülers beurteilt werden können. Da im Zuge der Professionalisierung im Lehrerberuf seit 2001 auch die Qualifikation der HS/BMS-Lehrer und der Lehrer höherer Schulen angeglichen wird, soll die neue Mittelschule eine im Vergleich zur Hauptschule insgesamt in den Bildungsinhalten und -methoden modernere und elastischere Schulform darstellen. Zugleich stellt sie auch eine Harmonisierung mit ausländischen Bildungssystemen im Kontext der Lissabon-Strategie und der Kohäsions- und Freizügigkeitsanliegen in der EU dar.

Zum anderen soll die Schulform – in Kombination mit dem Konzept Kooperative Mittelschule zwischen einer HS und AHS – bei den weiterhin sinkenden Schülerzahlen der 2. Pillenknick-Generation das Anpassen der Schulstandorte an den geänderten Bedarf ermöglichen.
Seit 2012 wurden alle Hauptschulen in Österreich auf das System der Neuen Mittelschule umgestellt. Dieser Entwicklungsprozess wurde im Schuljahr 2017/18 abgeschlossen, d. h. dass ab 2018/19 die Neue Mittelschule im Vollausbau besteht und es keine Hauptschulklassen mehr gibt.

## Lehrpläne
Die Lehrpläne sind ident mit jenen der AHS-Unterstufe. Sie können im Rahmen der Schulautonomie aber auch abgeändert werden. Ein Abändern geschieht dabei wesentlich häufiger als in der AHS-Unterstufe, wo zumeist nur die Lehrpläne der Oberstufe geändert werden. Dadurch kann bereits in der Unterstufe die Ausbildung individueller Schwerpunkte erfolgen.
Neben der Normalform (Mittelschule, geregelt nach § 21b SchOG) gibt es bisher auch einige spezielle Lehrpläne (Schulformen):
- Mittelschule unter besonderer Berücksichtigung der musischen Ausbildung (Musik-MS)
- Mittelschule unter besonderer Berücksichtigung der sportlichen Ausbildung (Sport-MS)
- Mittelschule unter besonderer Berücksichtigung der schisportlichen Ausbildung (Schi-MS)
- Mittelschule mit Mehrstufenklassen
- Mittelschule mit ungarischer Unterrichtssprache
- Mittelschule mit slowenischer Unterrichtssprache
- Mittelschule mit kroatischer Unterrichtssprache, Modellversuch

## Kritik
Eine erste Evaluierung der Mittelschule im März 2015 zeigte, dass der neue Schultyp weder die erhofften Leistungsverbesserungen noch mehr Chancengleichheit gebracht hätte. In dem von der damaligen Bildungsministerin Gabriele Heinisch-Hosek vorgestellten Bericht heißt es, dass das Niveau der NMS im Durchschnitt nicht über jenem vergleichbarer Hauptschulen liegt und sogar Zweifel bestehen, ob das Hauptschulniveau an allen Standorten tatsächlich erreicht wird. So erzielt die NMS nach dem System der Bildungsstandards in Mathematik einen Mittelwert von 496,7 Punkten, die Hauptschule jedoch von 515. Auch unter Berücksichtigung sozialer Faktoren wie Bildung der Eltern, Migrationshintergrund und Umgangssprache erreichen die Hauptschulen ein besseres Ergebnis.
Darauf basierend kritisiert der Rechnungshof, dass die sehr hohen Kosten der NMS (Lehrerpersonalkosten pro Schüler von EUR 7496, im Vergleich dazu AHS mit 4815 EUR) zu keinen Verbesserungen im Bereich der fachlichen Leistungen und überfachlichen Kompetenzen geführt hätten und regt an, das sehr teure Team-Teaching zu reduzieren. Bereits davor hatte der Rechnungshof kritisiert, dass der Schulversuch Neue Mittelschule „entgegen der gesetzlichen Vorgabe zur verpflichtenden wissenschaftlichen Begleitung und Evaluation der Modellversuche“ ins Regelschulwesen eingeführt worden sei.
Wiederholt wurden die kulturellen Konflikte an Neuen Mittelschulen als „Kulturkampf“ bezeichnet. Die Ombudsfrau für Wertefragen und Kulturkonflikte im Bildungsministerium, Susanne Wiesinger, stuft in Wien „fast alle öffentlichen Neuen Mittelschulen“ als Brennpunktschulen ein, in denen kulturelle Konflikte und ungenügende Leistungen vorherrschen.